# Число симетрії
Число́ симе́трії (англ. symmetry number, рос. число симметрии) — число конфігурацій, що не відрізняються між собою і виникають під час обертання об'єкта, який містить ідентичні центри. Зокрема, для молекули число симетрії отримується так: якщо уявити, що всі ідентичні атоми мічені, тоді це буде число різних, але еквівалентних їхніх розташувань, які можна отримати лише обертанням молекули. Це число важливе в статистично-термодинамічному розгляді хімічних рівноваг. 